# لادوژم
شهر لادوژم (به فرانسوی: Ledegem) در شهرستان رئزلر در استان فلاندری غربی در منطقه فلاندری در کشور بلژیک واقع شده‌است.